# Agneta Brendt
Birgitta Agneta Brendt, född 13 februari 1946 i Forsa församling i Gävleborgs län, är en svensk socialdemokratisk politiker, som tjänstgjorde som ersättare i Sveriges riksdag 1995 samt 1996-1999 och därefter var riksdagsledamot 1999-2002 för Gävleborgs läns valkrets.